# Schaltzeit Verlag
Der Schaltzeit Verlag ist ein Buchverlag mit Sitz in Berlin mit Schwerpunkten auf politischer Karikatur und Kinderbüchern. Bei dem Verlag handelt es sich um ein Spin-off der Schaltzeit GmbH.

## Geschichte
Der Schaltzeit Verlag wurde im Jahr 2009 in Berlin gegründet. Ursprünglich zur Förderung des Entrepreneurship durch geeignete Publikationen geplant, entwickelte sich die Ausrichtung schnell in den Bereich der politischen Karikatur. Zum Konzept des Verlages gehört es, tagesaktuelle Karikaturen aus Zeitungen und Zeitschriften durch Ausstellungen, Jahrbücher und Kataloge langfristig zugänglich zu machen. Der Verlag gibt die Jahrbücher der Karikaturisten Klaus Stuttmann (seit 2009) und Heiko Sakurai (seit 2012) heraus. Zum 50. Jubiläum des  Élysée-Vertrages zwischen Frankreich und Deutschland im Jahr 2013 konzipierte der Schaltzeit Verlag die bilaterale Ausstellung Pas de deux – Paarlauf mit dazugehörigem Katalog. Die Ausstellung wurde zeitgleich in der Pariser Botschaft und im Auswärtigen Amt gezeigt. Ein weiteres Beispiel sind Katalog und Ausstellung Drôle de peuple! – Komisches Volk! des französischen Starkarikaturisten Plantu.
Seit April 2021 arbeiten die unabhängigen Berliner Verlage Schaltzeit, Kindermann und ultramar media in der Kooperation Spreeverlage – Besondere Kinderbücher aus Berlin zusammen. Gemeinsam bespielt man auch eine Website und einen Instagram-Kanal. Der Schaltzeit Verlag lebt in einer Bürogemeinschaft mit dem Satyr Verlag in Berlin-Friedrichshain.
Mit der deutschen Übersetzung des Romans Dragman des britischen Zeichners Steven Appleby veröffentlicht der Schaltzeit Verlag im Mai 2021 seine erste Graphic Novel. Im Jahr 2022 erschien mit Alldine & die Weltraumpiraten erstmals eine deutsche Übersetzung der seit über 20 Jahren laufenden französischen Comicreihe Sardine de l’espace von Emmanuel Guibert und Mathieu Sapin.

## Autoren
Zeichner des Verlags sind Amelie Glienke, Barbara Henniger, Harald Kretzschmar, Heiko Sakurai, Ioan Cozacu, Klaus Stuttmann, Rainer Ehrt, Rainer Hachfeld, Jean Plantureux, Thomas Plaßmann, Tina Brenneisen und Dirk Meissner.
Für die Kinderbücher des Verlages zeichnen und schreiben u. a. Chiara Arsego, Paula Mondon, Martin Schmidt, Aymeric Vincenot und Maiwenn Vuittenez.

## Auszeichnungen
- 2020: Deutscher Verlagspreis (Preisgeld 20.000 Euro)[5]
- 2022: Max-und-Moritz-Preis in der Kategorie „Bester internationaler Comic“ (für die deutsche Übersetzung von Dragman von Steven Appleby)[6]
- 2022: Deutscher Verlagspreis (Preisgeld 24.000 Euro)[7]
- 2023: Deutscher Verlagspreis (Preisgeld 24.000 Euro)[8]

## Programm (Auswahl)

### Graphic Novels
- Steven Appleby: Dragman: der erste transgender Superheld. Deutsch von Ruth Keen. Berlin 2021, ISBN 978-3-946972-49-5.
- Andi Watson: Die Lesereise. Deutsch von Ruth Keen. Berlin 2022, ISBN 978-3-946972-60-0.
- Emmanuel Guibert & Mathieu Sapin: Alldine & die Weltraumpiraten 1: Nabelschau. Übersetzt von Andreas Illmann. Berlin 2022, ISBN 978-3-946972-61-7.
- Emmanuel Guibert & Mathieu Sapin: Alldine & die Weltraumpiraten 2: Energie der Galaxie. Übersetzt von Andreas Illmann. Berlin 2022, ISBN 978-3-946972-62-4.
- Boris Pahor & Jurij Devetak: Nekropolis. Aus dem Slowenischen von Barbara Anderlič. Berlin 2023, ISBN 978-3-946972-73-0.[9]

### Karikaturenbände
- Pictoric in Kooperation mit tip Berlin: Bilder gegen den Krieg. Politische Karikaturen und Illustrationen aus der Ukraine (dreisprachig), Berlin 2022, ISBN 978-3-946972-64-8.[10][11]
- Nel, Thomas Plaßmann, Heiko Sakurai & Klaus Stuttmann: Prost Wahlzeit! Das Schönste und Beste aus dem Versprecher-Album. Mit einem Vorwort von Miriam Hollstein. Berlin 2013, ISBN 978-3-9413-6230-7.
- Klaus Stuttmann: Mein Merkelbilderbuch. Über 800 Zeichnungen aus über 30 Jahren. Berlin 2021, ISBN 978-3-946972-54-9.
- Nel: Tag ein, Tag aus. Nels normaler Wahnsinn. Mit einem Vorwort von F.W. Bernstein. Berlin 2012, ISBN 978-3941362253.
- Andreas Prüstel: Normaler Schwachsinn. Cartoons, die das Leben so schreibt. Berlin 2012, ISBN 978-3-941362-20-8.
- Heiko Sakurai: Cartoons des Jahres (Jahrbücher seit 2012)
- Plantu: Drôle de peuple – Komisches Volk! Dessins sur l'Allemagne – Politische Karikaturen zu Deutschland. Berlin 2011, ISBN 978-3-941362-11-6.
- Barbara Henniger & HOGLI: WeibsBilder! Berlin 2010, ISBN 3-9413-6205-4.
- Klaus Stuttmann: Politische Karikaturen (Jahrbücher seit 2009)
- Andi Leser: Cover wegen Krise gestrichen. Hinz- und Kurzgeschichten, Berlin 2009, ISBN 978-3941362031.

### Kinderbücher
- Chiara Arsego & Aymeric Vincenot: Colette und ihre ungewöhnlichen Haustiere. Übersetzt von Andreas Illmann. Berlin 2012, ISBN 978-3-946972-32-7.